# Verenigde Staten op de Olympische Zomerspelen 2012
De Verenigde Staten  namen deel aan de  Olympische Zomerspelen 2012  in Londen, Verenigd Koninkrijk .

## Medailleoverzicht
| Sport          | Olympiër                                                                    | Onderdeel                    | Medaille |
| -------------- | --------------------------------------------------------------------------- | ---------------------------- | -------- |
| Atletiek       | Aries Merritt                                                               | 110 m horden (m)             | Goud     |
| Atletiek       | Christian Taylor                                                            | hink-stap-springen (m)       | Goud     |
| Atletiek       | Ashton Eaton                                                                | tienkamp (m)                 | Goud     |
| Atletiek       | Allyson Felix                                                               | 200 m (v)                    | Goud     |
| Atletiek       | Sanya Richards-Ross                                                         | 400 m (v)                    | Goud     |
| Atletiek       | estafetteteam                                                               | 4x 100 m (v)                 | Goud     |
| Atletiek       | estafetteteam                                                               | 4x 400 m (v)                 | Goud     |
| Atletiek       | Brittney Reese                                                              | verspringen (v)              | Goud     |
| Atletiek       | Jennifer Suhr                                                               | polsstokhoogspringen (v)     | Goud     |
| Basketbal      | Olympisch team                                                              | mannen                       | Goud     |
| Basketbal      | Olympisch team                                                              | vrouwen                      | Goud     |
| Boksen         | Claressa Shields                                                            | halfzwaargewicht (-75kg) (v) | Goud     |
| Gymnastiek     | Alexandra Raisman                                                           | vloer (v)                    | Goud     |
| Gymnastiek     | Gabrielle Douglas                                                           | meerkamp (v)                 | Goud     |
| Gymnastiek     | Gabrielle Douglas McKayla Maroney Alexandra Raisman Kyla Ross Jordyn Wieber | meerkamp, team (v)           | Goud     |
| Judo           | Kayla Harrison                                                              | halfzwaargewicht (-78kg) (v) | Goud     |
| Roeien         | vrouwenacht                                                                 | acht (v)                     | Goud     |
| Schietsport    | Vincent Hancock                                                             | skeet (m)                    | Goud     |
| Schietsport    | Jamie Lynn Gray                                                             | 50 m kkg 3-houdingen (v)     | Goud     |
| Schietsport    | Kim Rhode                                                                   | skeet (v)                    | Goud     |
| Schoonspringen | David Boudia                                                                | 10 m toren (m)               | Goud     |
| Tennis         | Bob Bryan Mike Bryan                                                        | dubbelspel (m)               | Goud     |
| Tennis         | Serena Williams                                                             | enkelspel (v)                | Goud     |
| Tennis         | Serena Williams Venus Williams                                              | dubbelspel (v)               | Goud     |
| Voetbal        | Nationaal elftal                                                            | vrouwen                      | Goud     |
| Volleybal      | Misty May-Treanor Kerri Walsh                                               | beach (v)                    | Goud     |
| Waterpolo      | Olympisch team                                                              | vrouwen                      | Goud     |
| Wielersport    | Kristin Armstrong                                                           | tijdrit (v)                  | Goud     |
| Worstelen      | Jordan Burroughs                                                            | vrije stijl, -74 kg (m)      | Goud     |
| Worstelen      | Jake Varner                                                                 | vrije stijl, -96 kg (m)      | Goud     |
| Zwemmen        | Nathan Adrian                                                               | 100 m vrij (m)               | Goud     |
| Zwemmen        | Matt Grevers                                                                | 100 m rug (m)                | Goud     |
| Zwemmen        | Tyler Clary                                                                 | 200 m rug (m)                | Goud     |
| Zwemmen        | Michael Phelps                                                              | 100 m vlinder (m)            | Goud     |
| Zwemmen        | Michael Phelps                                                              | 200 m wissel (m)             | Goud     |
| Zwemmen        | Ryan Lochte                                                                 | 400 m wissel (m)             | Goud     |
| Zwemmen        | estafetteteam                                                               | 4 x 200 m vrij (m)           | Goud     |
| Zwemmen        | estafetteteam                                                               | 4 x 100 m wissel (m)         | Goud     |
| Zwemmen        | Allison Schmitt                                                             | 200 m vrij (v)               | Goud     |
| Zwemmen        | Katie Ledecky                                                               | 800 m vrij (v)               | Goud     |
| Zwemmen        | Missy Franklin                                                              | 100 m rug (v)                | Goud     |
| Zwemmen        | Missy Franklin                                                              | 200 m rug (v)                | Goud     |
| Zwemmen        | Rebecca Soni                                                                | 200 m school (v)             | Goud     |
| Zwemmen        | Dana Vollmer                                                                | 100 m vlinder (v)            | Goud     |
| Zwemmen        | estafetteteam                                                               | 4 x 200 m vrij (v)           | Goud     |
| Zwemmen        | estafetteteam                                                               | 4 x 100 m wissel (v)         | Goud     |
| Atletiek       | Leonel Manzano                                                              | 1500 m (m)                   | Zilver   |
| Atletiek       | Galen Rupp                                                                  | 10.000 m (m)                 | Zilver   |
| Atletiek       | Jason Richardson                                                            | 110 m horden (m)             | Zilver   |
| Atletiek       | Michael Tinsley                                                             | 400 m horden (m)             | Zilver   |
| Atletiek       | estafetteteam                                                               | 4 x 100 m (m)                | Zilver   |
| Atletiek       | estafetteteam                                                               | 4 x 400 m (m)                | Zilver   |
| Atletiek       | Will Claye                                                                  | hink-stap-springen (m)       | Zilver   |
| Atletiek       | Erik Kynard                                                                 | hoogspringen (m)             | Zilver   |
| Atletiek       | Trey Hardee                                                                 | tienkamp (m)                 | Zilver   |
| Atletiek       | Carmelita Jeter                                                             | 100 m (v)                    | Zilver   |
| Atletiek       | Dawn Harper                                                                 | 100 m horden (v)             | Zilver   |
| Atletiek       | Lashinda Demus                                                              | 400 m horden (v)             | Zilver   |
| Atletiek       | Brigetta Barrett                                                            | hoogspringen (v)             | Zilver   |
| Boogschieten   | Brady Ellison Jake Kaminski Jacob Wukie                                     | team (m)                     | Zilver   |
| Gymnastiek     | McKayla Maroney                                                             | sprong (v)                   | Zilver   |
| Schoonspringen | Kelci Bryant Abigail Johnston                                               | 3 m plank synchroon (v)      | Zilver   |
| Volleybal      | Jennifer Kessy April Ross                                                   | beach (v)                    | Zilver   |
| Olympisch team | vrouwen                                                                     | Zilver                       |          |
| Wielersport    | Sarah Hammer                                                                | omnium (v)                   | Zilver   |
| Wielersport    | Dotsie Bausch Sarah Hammer Jennie Reed Lauren Tamayo                        | ploegenachtervolging (v)     | Zilver   |
| Zwemmen        | Cullen Jones                                                                | 50 m vrij (m)                | Zilver   |
| Zwemmen        | Nick Thoman                                                                 | 100 m rug (m)                | Zilver   |
| Zwemmen        | Michael Phelps                                                              | 200 m vlinder (m)            | Zilver   |
| Zwemmen        | Ryan Lochte                                                                 | 200 m wissel (m)             | Zilver   |
| Zwemmen        | estafetteteam                                                               | 4 x 100 m vrij (m)           | Zilver   |
| Zwemmen        | Allison Schmitt                                                             | 400 m vrij (v)               | Zilver   |
| Zwemmen        | Rebecca Soni                                                                | 100 m school (v)             | Zilver   |
| Zwemmen        | Elizabeth Beisel                                                            | 400 m wissel (v)             | Zilver   |
| Zwemmen        | Haley Anderson                                                              | 10 km (v)                    | Zilver   |
| Atletiek       | Justin Gatlin                                                               | 100 m (m)                    | Brons    |
| Atletiek       | Will Claye                                                                  | verspringen (m)              | Brons    |
| Atletiek       | Reese Hoffa                                                                 | kogelstoten (m)              | Brons    |
| Atletiek       | Carmelita Jeter                                                             | 200 m (v)                    | Brons    |
| Atletiek       | DeeDee Trotter                                                              | 400 m (v)                    | Brons    |
| Atletiek       | Kellie Wells                                                                | 100 m horden (v)             | Brons    |
| Atletiek       | Janay DeLoach                                                               | verspringen (v)              | Brons    |
| Boksen         | Marlen Esparza                                                              | vlieggewicht (-51 kg) (v)    | Brons    |
| Gymnastiek     | Danell Leyva                                                                | meerkamp (m)                 | Brons    |
| Gymnastiek     | Alexandra Raisman                                                           | balk (v)                     | Brons    |
| Judo           | Marti Malloy                                                                | lichtgewicht (-57 kg) (v)    | Brons    |
| Roeien         | Charlie Cole Scott Gault Glenn Ochal Henrik Rummel                          | vier-zonder (m)              | Brons    |
| Roeien         | Natalie Dell Megan Kalmoe Kara Kohler Adrienne Martelli                     | dubbel-vier (v)              | Brons    |
| Schermen       | Courtney Hurley Kelley Hurley Maya Lawrence Susie Scanlan                   | degen, team (v)              | Brons    |
| Schietsport    | Matthew Emmons                                                              | 50 m kkg 3-houdingen (m)     | Brons    |
| Schoonspringen | Troy Dumais Kristian Ipsen                                                  | 3 m plank synchroon (m)      | Brons    |
| Schoonspringen | David Boudia Nicholas McCrory                                               | 10 m toren synchroon (m)     | Brons    |
| Taekwondo      | Terrence Jennings                                                           | -68 kg (m)                   | Brons    |
| Taekwondo      | Paige McPherson                                                             | -67 kg (v)                   | Brons    |
| Tennis         | Lisa Raymond Mike Bryan                                                     | gemengd dubbelspel           | Brons    |
| Wielersport    | Georgia Gould                                                               | rmountainbike (v)            | Brons    |
| Worstelen      | Coleman Scott                                                               | vrije stijl, -60 kg (m)      | Brons    |
| Worstelen      | Clarissa Chun                                                               | vrije stijl, -48 kg (v)      | Brons    |
| Zwemmen        | Peter Vanderkaay                                                            | 400 m vrij (m)               | Brons    |
| Zwemmen        | Ryan Lochte                                                                 | 200 m rug (m)                | Brons    |
| Zwemmen        | Brendan Hansen                                                              | 100 m school (m)             | Brons    |
| Zwemmen        | Elizabeth Beisel                                                            | 200 m rug (v)                | Brons    |
| Zwemmen        | Caitlin Leverenz                                                            | 200 m wissel (v)             | Brons    |
| Zwemmen        | estafetteteam                                                               | 4 x 100 m vrij (v)           | Brons    |

## Deelnemers en resultaten
(m) = mannen, (v) = vrouwen 

### Atletiek
Mannen
| Olympiër                                                                                   | Onderdeel            | Resultaat | Prestatie   |
| ------------------------------------------------------------------------------------------ | -------------------- | --------- | ----------- |
| Ryan Bailey                                                                                | 100 m                | 5e        | 9,88        |
| Justin Gatlin                                                                              | 100 m                | Brons     | 9,79        |
| Tyson Gay                                                                                  | 100 m                | 4e        | 9,80        |
| Maurice Mitchell                                                                           | 200 m                |           |             |
| Wallace Spearmon                                                                           | 200 m                |           |             |
| Isiah Young                                                                                | 200 m                |           |             |
| LaShawn Merritt                                                                            | 400 m                |           |             |
| Tony McQuay                                                                                | 400 m                |           |             |
| Bryshon Nellum                                                                             | 400 m                |           |             |
| Khadevis Robinson                                                                          | 800 m                |           |             |
| Duane Solomon                                                                              | 800 m                |           |             |
| Nick Symmonds                                                                              | 800 m                |           |             |
| Matthew Centrowitz                                                                         | 1500 m               |           |             |
| Leonel Manzano                                                                             | 1500 m               | Zilver    | 3.34,79     |
| Andrew Wheating                                                                            | 1500 m               |           |             |
| Bernard Lagat                                                                              | 5000 m               |           |             |
| Lopez Lomong                                                                               | 5000 m               |           |             |
| Galen Rupp                                                                                 | 5000 m               |           |             |
| 10.000 m                                                                                   |                      |           |             |
| Dathan Ritzenhein                                                                          |                      |           |             |
| Matt Tegenkamp                                                                             |                      |           |             |
| Aries Merritt                                                                              | 110 m horden         | Goud      | 12,92       |
| Jeffrey Porter                                                                             | 110 m horden         |           |             |
| Jason Richardson                                                                           | 110 m horden         | Zilver    | 13,04       |
| Kerron Clement                                                                             | 400 m horden         |           |             |
| Angelo Taylor                                                                              | 400 m horden         |           |             |
| Michael Tinsley                                                                            | 400 m horden         | Zilver    | 47,91       |
| Kyle Alcorn                                                                                | 3000 m steeplechase  |           |             |
| Donald Cabral                                                                              | 3000 m steeplechase  |           |             |
| Evan Jager                                                                                 | 3000 m steeplechase  |           |             |
| Ryan Bailey Jeff Demps (serie) Justin Gatlin Tyson Gay Trell Kimmons Darvis Patton (serie) | 4x100m               | Zilver    |             |
| Joshua Mance Tony McQuay Manteo Mitchell (serie) Bryshon Nellum Angelo Taylor              | 4x400m               | Zilver    | 2.57,05     |
| Abdi Abdirahman                                                                            | marathon             |           |             |
| Ryan Hall                                                                                  | marathon             |           |             |
| Meb Keflezighi                                                                             | marathon             |           |             |
| Trevor Barron                                                                              | 20 km snelwandelen   |           |             |
| John Nunn                                                                                  | 50 km snelwandelen   |           |             |
| Will Claye                                                                                 | verspringen          |           |             |
| Will Claye                                                                                 | hink-stap-springen   | Zilver    | 17,62 m     |
| Christian Taylor                                                                           | hink-stap-springen   | Goud      | 17,81 m     |
| Marquise Goodwin                                                                           | verspringen          |           |             |
| George Kitchens                                                                            | verspringen          |           |             |
| Erik Kynard                                                                                | hoogspringen         | Zilver    | 2,33 m      |
| Jamie Nieto                                                                                | hoogspringen         |           |             |
| Jesse Williams                                                                             | hoogspringen         |           |             |
| Derek Miles                                                                                | polsstokhoogspringen |           |             |
| Jeremy Scott                                                                               | polsstokhoogspringen |           |             |
| Brad Walker                                                                                | polsstokhoogspringen |           |             |
| Christian Cantwell                                                                         | kogelstoten          |           |             |
| Reese Hoffa                                                                                | kogelstoten          |           |             |
| Ryan Whiting                                                                               | kogelstoten          |           |             |
| Lance Brooks                                                                               | discuswerpen         |           |             |
| Jarred Rome                                                                                | discuswerpen         |           |             |
| Jason Young                                                                                | discuswerpen         |           |             |
| Sean Furey                                                                                 | speerwerpen          |           |             |
| Cyrus Hostetler                                                                            | speerwerpen          |           |             |
| Craig Kinsley                                                                              | speerwerpen          |           |             |
| Kibwe Johnson                                                                              | kogelslingeren       |           |             |
| A.G. Kruger                                                                                | kogelslingeren       |           |             |
| Ashton Eaton                                                                               | tienkamp             | Goud      | 8869 punten |
| Trey Hardee                                                                                | tienkamp             | Zilver    | 8671 punten |

Vrouwen
| Olympiër | Onderdeel            | Resultaat | Prestatie |
| --- | -------------------- | --------- | --------- |
| Tianna Madison                                                                                                  | 100 m                |           | ?         |
| Allyson Felix                                                                                                   | 100 m                |           | ?         |
| Allyson Felix                                                                                                   | 200 m                | Goud      | 21,88     |
| Carmelita Jeter                                                                                                 | 100 m                |           |           |
| Carmelita Jeter                                                                                                 | 200 m                | Brons     | 22,09     |
| Sanya Richards-Ross                                                                                             | 200 m                | 4e        | 22,39     |
| Sanya Richards-Ross                                                                                             | 400 m                | Goud      | 49,55     |
| Francena McCorory                                                                                               | 400 m                |           |           |
| DeeDee Trotter                                                                                                  | 400 m                | Brons     | 49,72     |
| Geena Gall | 800 m                |           |           |
| Alysia Montano                                                                                                  | 800 m                |           |           |
| Alice Schmidt                                                                                                   | 800 m                |           |           |
| Shannon Rowbury                                                                                                 | 1500 m               |           |           |
| Jenny Simpson                                                                                                   | 1500 m               |           |           |
| Morgan Uceny | 1500 m               |           |           |
| Kim Conley | 5000 m               |           |           |
| Julie Culley | 5000 m               |           |           |
| Molly Huddle | 5000 m               |           |           |
| Janet Cherobon-Bawcom                                                                                           | 10.000 m             | 12e       | 31,12,6   |
| Amy Hastings | 10.000 m             | 11e       | 31,10,6   |
| Lisa Uhl | 10.000 m             | 13e       | 31,12,8   |
| Dawn Harper | 100 m horden         | Zilver    | 12,37     |
| Lolo Jones | 100 m horden         | 4e        | 12,58     |
| Kellie Wells | 100 m horden         | Brons     | 12,48     |
| Ti'erra Brown                                                                                                   | 400 m horden         |           |           |
| Lashinda Demus                                                                                                  | 400 m horden         | Zilver    | 52,77     |
| Georganne Moline                                                                                                | 400 m horden         |           |           |
| Emma Coburn | 3000 m steeplechase  |           |           |
| Bridget Franek                                                                                                  | 3000 m steeplechase  |           |           |
| Shalaya Kipp | 3000 m steeplechase  |           |           |
| Allyson Felix Carmelita Jeter Bianca Knight Tianna Madison Jeneba Tarmoh (series) Lauryn Williams (series)      | 4 x 100 m            | Goud      | 40,82     |
| Keshia Baker (series) Diamond Dixon (series) Allyson Felix Francena McCorory Sanya Richards-Ross DeeDee Trotter | 4 x 400 m            | Goud      | 3.16,87   |
| Desiree Davila                                                                                                  | marathon             |           |           |
| Shalane Flanagan                                                                                                | marathon             |           |           |
| Kara Goucher | marathon             |           |           |
| Maria Michta | 20 km snelwandelen   |           |           |
| Janay DeLoach                                                                                                   | verspringen          | Brons     | 6,89 m    |
| Chelsea Hayes                                                                                                   | verspringen          |           |           |
| Brittney Reese                                                                                                  | verspringen          | Goud      | 7,12 m    |
| Amanda Smock | hink-stap-springen   |           |           |
| Amy Acuff | hoogspringen         |           |           |
| Brigetta Barrett                                                                                                | hoogspringen         | Zilver    | 2,03 m    |
| Chaunté Lowe | hoogspringen         |           |           |
| Becky Holliday                                                                                                  | polsstokhoogspringen |           |           |
| Lacy Janson | polsstokhoogspringen |           |           |
| Jennifer Suhr                                                                                                   | polsstokhoogspringen |           |           |
| Tia Brooks | kogelstoten          |           |           |
| Jillian Camarena-Williams                                                                                       | kogelstoten          |           |           |
| Michelle Carter                                                                                                 | kogelstoten          |           |           |
| Stephanie Brown-Trafton                                                                                         | discuswerpen         |           |           |
| Gia Lewis-Smallwood                                                                                             | discuswerpen         |           |           |
| Aretha Thurmond                                                                                                 | discuswerpen         |           |           |
| Brittany Borman                                                                                                 | speerwerpen          |           |           |
| Kara Patterson                                                                                                  | speerwerpen          |           |           |
| Rachel Yurkovich                                                                                                | speerwerpen          |           |           |
| Amanda Bingson                                                                                                  | kogelslingeren       |           |           |
| Amber Campbell                                                                                                  | kogelslingeren       |           |           |
| Jessica Cosby                                                                                                   | kogelslingeren       |           |           |
| Sharon Day | zevenkamp            |           |           |
| Hyleas Fountain                                                                                                 | zevenkamp            |           |           |
| Chantae McMillan                                                                                                | zevenkamp            |           |           |

### Badminton
| Olympiër                 | Onderdeel      | Resultaat | Prestatie |
| ------------------------ | -------------- | --------- | --------- |
| Howard Bach Tony Gunawan | dubbelspel (m) |           |           |
|                          |                |           |           |
| Rena Wang                | enkelspel (v)  |           |           |

### Basketbal
| Olympiër | Onderdeel | Resultaat | Prestatie |
| --- | --------- | --------- | --- |
| Carmelo Anthony Kobe Bryant Tyson Chandler Anthony Davis Kevin Durant James Harden Andre Iguodala LeBron James Kevin Love Chris Paul Russell Westbrook Deron Williams | Mannen    | Goud      | groepsfase Verenigde Staten 98 - 71 Frankrijk Verenigde Staten 110 - 63 Tunesië Verenigde Staten 156 - 71 Nigeria Verenigde Staten 99 - 94 Litouwen Verenigde Staten 126 - 97 Argentinië kwartfinale Verenigde Staten 119 - 86 Australië halve finale Verenigde Staten 109 - 83 Argentinië finale Verenigde Staten - Spanje |
| Seimone Augustus Sue Bird Swin Cash Tamika Catchings Tina Charles Sylvia Fowles Asjha Jones Angel McCoughtry Maya Moore Candace Parker Diana Taurasi Lindsay Whalen   | vrouwen   | Goud      | groepsfase Verenigde Staten 81 - 56 Kroatië Verenigde Staten 90 - 38 Angola Verenigde Staten 89 - 58 Turkije Verenigde Staten 88 - 61 Tsjechië Verenigde Staten 114 - 66 China kwartfinale Verenigde Staten 91 - 48 Canada halve finale Verenigde Staten 86 - 73 Australië finale Verenigde Staten - Frankrijk              |

### Boksen
| Olympiër          | Onderdeel                      | Resultaat | Prestatie |
| ----------------- | ------------------------------ | --------- | --------- |
| Rau'shee Warren   | vlieggewicht [-52 kg] (m)      |           |           |
| Joseph Diaz       | bantamgewicht [-56 kg] (m)     |           |           |
| Jose Ramírez      | lichtgewicht [-60 kg] (m)      |           |           |
| Jamel Herring     | halfweltergewicht [-64 kg] (m) |           |           |
| Errol Spence      | weltergewicht [-69 kg] (m)     |           |           |
| Terrell Gausha    | middengewicht [-75 kg] (m)     |           |           |
| Marcus Browne     | halfzwaargewicht [-81 kg] (m)  |           |           |
| Michael Hunter    | zwaargewicht [-91 kg] (m)      |           |           |
| Dominic Breazeale | superzwaargewicht [+91 kg] (m) |           |           |
|                   |                                |           |           |
| Marlen Esparza    | vlieggewicht [-51 kg] (v)      | Brons     |           |
| Claressa Shields  | halfzwaargewicht [-75 kg] (v)  | Goud      |           |

### Boogschieten
| Olympiër                                    | Onderdeel       | Resultaat | Prestatie |
| ------------------------------------------- | --------------- | --------- | --------- |
| Brady Ellison                               | individueel (m) |           |           |
| Jake Kaminski                               | individueel (m) |           |           |
| Jacob Wukie                                 | individueel (m) |           |           |
| Brady Ellison Jake Kaminski Jacob Wukie     | team (m)        |           |           |
|                                             |                 |           |           |
| Miranda Leek                                | individueel (v) |           |           |
| Miranda Leek Khatuna Lorig Jennifer Nichols | team (v)        |           |           |

### Gewichtheffen
| Olympiër        | Onderdeel                      | Resultaat | Prestatie |
| --------------- | ------------------------------ | --------- | --------- |
| Kendrick Farris | lichtzwaargewicht (-85 kg) (m) |           |           |
|                 |                                |           |           |
| Holley Mangold  | superzwaargewicht (+75 kg) (v) |           |           |
| Sarah Robles    | superzwaargewicht (+75 kg) (v) |           |           |

### Gymnastiek
| Olympiër                                                                    | Onderdeel            | Resultaat            | Prestatie            |
| Ritmische gymnastiek                                                        | Ritmische gymnastiek | Ritmische gymnastiek | Ritmische gymnastiek |
| --------------------------------------------------------------------------- | -------------------- | -------------------- | -------------------- |
| Julie Zetlin                                                                | individueel          |                      |                      |
| Trampoline                                                                  |                      |                      |                      |
| Steven Gluckstein                                                           | mannen               |                      |                      |
|                                                                             |                      |                      |                      |
| Savannah Vinsant                                                            | vrouwen              |                      |                      |
| Turnen                                                                      |                      |                      |                      |
| Jake Dalton                                                                 | meerkamp (m)         |                      |                      |
| Jonathan Horton                                                             | meerkamp (m)         |                      |                      |
| Danell Leyva                                                                | meerkamp (m)         |                      |                      |
| Sam Mikulak                                                                 | meerkamp (m)         |                      |                      |
| John Orozco                                                                 | meerkamp (m)         |                      |                      |
| Jake Dalton Jonathan Horton Danell Leyva Sam Mikulak John Orozco            | meerkamp, team (m)   |                      |                      |
|                                                                             |                      |                      |                      |
| Gabrielle Douglas                                                           | meerkamp (v)         |                      |                      |
| McKayla Maroney                                                             | meerkamp (v)         |                      |                      |
| Alexandra Raisman                                                           | meerkamp (v)         |                      |                      |
| Kyla Ross                                                                   | meerkamp (v)         |                      |                      |
| Jordyn Wieber                                                               | meerkamp (v)         |                      |                      |
| Gabrielle Douglas McKayla Maroney Alexandra Raisman Kyla Ross Jordyn Wieber | meerkamp, team (v)   | Goud                 |                      |

### Hockey
| Olympiër | Onderdeel | Resultaat | Prestatie |
| --- | --------- | --------- | --- |
| Kayla Bashmore Lauren Crandall Rachael Dawson Katelyn Falgowski Melissa Gonzales Michelle Kasold Claire Laubach Caroline Nichols Katie O'Donnell Keli Smith Puzo Julie Reinprecht Katie Reinprecht Paige Selenski Amy Swensen Shannon Taylor Michelle Vitesse | vrouwen   | 12e       | groepsfase Verenigde Staten 1-2 Duitsland Verenigde Staten 1-0 Argentinië Verenigde Staten 1-0 Australië Verenigde Staten 2-3 Nieuw-Zeeland Verenigde Staten 0-7 Zuid-Afrika 11e/12e plaats Verenigde Staten 1-2 België |

### Judo
| Olympiër       | Onderdeel                      | Resultaat | Prestatie         |
| -------------- | ------------------------------ | --------- | ----------------- |
| Nick Delpopolo | lichtgewicht (-73 kg) (m)      | dsq       | gediskwalificeerd |
| Travis Stevens | halfmiddengewicht (-81 kg) (m) |           |                   |
| Kyle Vashkulat | halfzwaargewicht (-100 kg) (m) |           |                   |
|                |                                |           |                   |
| Marti Malloy   | lichtgewicht (-57 kg) (v)      | Brons     |                   |
| Kayla Harrison | halfzwaargewicht (-78 kg) (v)  | Goud      |                   |

### Kanovaren
| Olympiër               | Onderdeel    | Resultaat | Prestatie |
| Slalom                 | Slalom       | Slalom    | Slalom    |
| ---------------------- | ------------ | --------- | --------- |
| Casey Eichfeld         | C1 (m)       |           |           |
| Eric Hurd Jeff Larimer | C2 (m)       |           |           |
| Scott Parsons          | K1 (m)       |           |           |
|                        |              |           |           |
| Caroline Queen         | K1 (v)       |           |           |
| Vlakwater              |              |           |           |
| Tim Hornsby            | K1 200 m (m) |           |           |
|                        |              |           |           |
| Carrie Johnson         | K1 200 m (v) |           |           |
| Carrie Johnson         | K1 500 m (v) |           |           |

### Moderne vijfkamp
| Olympiër           | Onderdeel | Resultaat | Prestatie |
| ------------------ | --------- | --------- | --------- |
| Dennis Bowsher     | mannen    |           |           |
|                    |           |           |           |
| Margaux Isaksen    | vrouwen   |           |           |
| Suzanne Stettinius | vrouwen   |           |           |

### Paardensport
| Olympiër                                                             | Onderdeel            | Resultaat | Prestatie          |
| -------------------------------------------------------------------- | -------------------- | --------- | ------------------ |
| Jan Ebeling                                                          | dressuur             |           |                    |
| Tina Konyot                                                          | dressuur             |           |                    |
| Adrienne Lyle                                                        | dressuur             |           |                    |
| Steffen Peters                                                       | dressuur             |           |                    |
| Jan Ebeling Tina Konyot Steffen Peters                               | dressuur, team       |           |                    |
|                                                                      |                      |           |                    |
| Will Coleman                                                         | eventing             |           |                    |
| Tianna Coudray                                                       | eventing             |           |                    |
| Phillip Dutton                                                       | eventing             |           |                    |
| Boyd Martin                                                          | eventing             |           |                    |
| Karen O'Connor                                                       | eventing             |           |                    |
| Will Coleman Tiana Coudray Phillip Dutton Boyd Martin Karen O'Connor | eventing, team       | 7e        | 208,60 strafpunten |
|                                                                      |                      |           |                    |
| Rich Fellers                                                         | springconcours       |           |                    |
| Reed Kessler                                                         | springconcours       |           |                    |
| Beezie Madden                                                        | springconcours       |           |                    |
| McLain Ward                                                          | springconcours       |           |                    |
| Rich Fellers Reed Kessler Beezie Madden McLain Ward                  | springconcours, team |           |                    |

### Roeien
| Olympiër | Onderdeel              | Resultaat | Prestatie |
| --- | ---------------------- | --------- | --------- |
| Ken Jurkowski | skiff (m)              |           |           |
| Tom Peszek Silas Stafford                                                                                                 | twee-zonder (m)        |           |           |
| Peter Graves Elliot Hovey Alex Osborne Wes Piermarini                                                                     | dubbel-vier (m)        |           |           |
| Anthony Fahden Nick LaCava Will Newell Robin Prendes                                                                      | lichte vier-zonder (m) |           |           |
| Charlie Cole Scott Gault Glenn Ochal Henrik Rummel                                                                        | vier-zonder (m)        |           |           |
| David Banks Jake Cornelius Grant James Ross James Steve Kasprzyk Giuseppe Lanzone Will Miller Brett Newlin Zach Vlahos    | acht (m)               |           |           |
| |                        |           |           |
| Genevra Stone | skiff (v)              |           |           |
| Kristin Hedstrom Julia Nichols                                                                                            | lichte dubbel-twee (v) |           |           |
| Margot Shumway Sarah Trowbridge                                                                                           | dubbel-twee (v)        |           |           |
| Erin Cafaro Elle Logan | twee-zonder (v)        |           |           |
| Kate Bertko Stesha Carle Natalie Dell Adrienne Martelli                                                                   | dubbel-vier (v)        |           |           |
| Erin Cafaro Caryn Davies Susan Francia Caroline Lind Esther Lofgren Elle Logan Meghan Musnicki Taylor Ritzel Mary Whipple | acht (v)               | Goud      | 6.10,59   |

### Schermen
| Olympiër                                              | Onderdeel        | Resultaat | Prestatie |
| ----------------------------------------------------- | ---------------- | --------- | --------- |
| Soren Thompson                                        | degen (m)        |           |           |
| Weston Kelsey                                         | degen (m)        |           |           |
| Miles Chimley-Watson                                  | floret (m)       |           |           |
| Race Imboden                                          | floret (m)       |           |           |
| Alexander Massialas                                   | floret (m)       |           |           |
| Miles Chimley-Watson Race Imboden Alexander Massialas | floret, team (m) |           |           |
| Daryl Homer                                           | sabel (m)        |           |           |
| Tim Morehouse                                         | sabel (m)        |           |           |
| James Williams                                        | sabel (m)        |           |           |
| Daryl Homer Tim Morehouse James Williams              | sabel, team (m)  |           |           |
|                                                       |                  |           |           |
| Courtney Hurley                                       | degen (v)        |           |           |
| Maya Lawrence                                         | degen (v)        |           |           |
| Susie Scanlan                                         | degen (v)        |           |           |
| Courtney Hurley Maya Lawrence Susie Scanlan           | degen, team (v)  |           |           |
| Lee Kiefer                                            | floret (v)       |           |           |
| Nzingha Prescod                                       | floret (v)       |           |           |
| Nicole Ross                                           | floret (v)       |           |           |
| Lee Kiefer Nzingha Prescod Nicole Ross                | floret, team (v) |           |           |
| Dagmara Wozniak                                       | sabel (v)        |           |           |
| Mariel Zagunis                                        | sabel (v)        |           |           |

### Schietsport
| Olympiër          | Onderdeel                | Resultaat | Prestatie |
| ----------------- | ------------------------ | --------- | --------- |
| Daryl Szarenski   | 10 m luchtpistool (m)    |           |           |
| Jason Turner      | 10 m luchtpistool (m)    |           |           |
| Emil Milev        | 25 m snelvuurpistool (m) |           |           |
| Keith Sanderson   | 25 m snelvuurpistool (m) |           |           |
| Nick Mowrer       | 50 m pistool (m)         |           |           |
| Matthew Emmons    | 10 m luchtgeweer (m)     |           |           |
| Matthew Emmons    | 50 m kkg 3-houdingen (m) |           |           |
| Jonathan Hall     | 10 m luchtgeweer (m)     |           |           |
| Jason Parker      | 50 m kkg 3-houdingen (m) |           |           |
| Michael McPhail   | 50 m kkg liggend (m)     |           |           |
| Eric Uptagrafft   | 50 m kkg liggend (m)     |           |           |
| Vincent Hancock   | skeet (m)                |           |           |
| Frank Thompson    | skeet (m)                |           |           |
| Walton Eller      | dubbeltrap (m)           |           |           |
| Joshua Richmond   | dubbeltrap (m)           |           |           |
|                   |                          |           |           |
| Sandra Uptagrafft | 25 m pistool (v)         |           |           |
| Jamie Gray        | 10 m luchtgeweer (v)     |           |           |
| Jamie Gray        | 50 m kkg 3-houdingen (v) |           |           |
| Sandra Scherer    | 10 m luchtgeweer (v)     |           |           |
| Amanda Furer      | 50 m kkg 3-houdingen (v) |           |           |
| Kimberly Rhode    | skeet (v)                |           |           |
| Corey Cogdell     | trap (v)                 |           |           |

### Schoonspringen
| Olympiër                   | Onderdeel                | Resultaat | Prestatie |
| -------------------------- | ------------------------ | --------- | --------- |
| Chris Colwill              | 3 m plank (m)            |           |           |
| Troy Dumais                | 3 m plank (m)            |           |           |
| Troy Dumais Kristian Ipsen | 3 m plank synchroon (m)  |           |           |
| David Boudia               | 10 m toren (m)           |           |           |
| Nick McCrory               | 10 m toren (m)           |           |           |
| David Boudia Nick McCrory  | 10 m toren synchroon (m) | Brons     |           |
|                            |                          |           |           |
| Cassidy Krug               | 3 m plank (v)            |           |           |
| Christina Loukas           | 3 m plank (v)            |           |           |
| Kelci Bryant Abby Johnston | 3 m plank synchroon (v)  |           |           |
| Katherin Bell              | 10 m toren (v)           |           |           |
| Brittany Viola             | 10 m toren (v)           |           |           |

### Synchroonzwemmen
| Olympiër                    | Onderdeel | Resultaat | Prestatie |
| --------------------------- | --------- | --------- | --------- |
| Mary Killman Maria Koroleva | duet      |           |           |

### Taekwondo
| Olympiër          | Onderdeel  | Resultaat | Prestatie |
| ----------------- | ---------- | --------- | --------- |
| Terrence Jennings | -68 kg (m) |           |           |
| Steven López      | -80 kg (m) |           |           |
|                   |            |           |           |
| Diana López       | -57 kg (v) |           |           |
| Paige McPherson   | -67 kg (v) |           |           |

### Tafeltennis
| Olympiër                        | Onderdeel     | Resultaat | Prestatie |
| ------------------------------- | ------------- | --------- | --------- |
| Timothy Wang                    | enkelspel (m) |           |           |
|                                 |               |           |           |
| Ariel Hsing                     | enkelspel (v) |           |           |
| Lily Zhang                      | enkelspel (v) |           |           |
| Ariel Hsing Erica Wu Lily Zhang | team (v)      |           |           |

### Tennis
| Olympiër                       | Onderdeel          | Resultaat   | Prestatie |
| ------------------------------ | ------------------ | ----------- | --- |
| Ryan Harrison                  | enkelspel (m)      | 1e ronde    | 1e ronde: COL Santiago Giraldo 5-7, 3-6 |
| John Isner                     | enkelspel (m)      | kwartfinale | 1e ronde: BEL Olivier Rochus 7-6(1), 6-4 2e ronde: TUN Malek Jaziri 7-6(1), 6-2 3e ronde: SRB Janko Tipsarević 7-5, 7-6(14) kwartfinale: SUI Roger Federer 4-6, 6-7(5) |
| Andy Roddick                   | enkelspel (m)      | 2e ronde    | 1e ronde: SVK Martin Kližan 7-5, 6-4 2e ronde: SRB Novak Đoković 2-6, 1-6 |
| Donald Young                   | enkelspel (m)      | 1e ronde    | 1e ronde: ITA Andreas Seppi 4-6, 4-6 |
| Bob Bryan Mike Bryan           | dubbelspel (m)     | Goud        | 1e ronde: BRA Thomaz Bellucci / André Sá 7-6(5), 6-7(5), 6-3 2e ronde: RUS Nikolaj Davydenko / Michail Joezjny 7-6(6), 7-6(1) kwartfinale: ISR Jonathan Erlich / Andy Ram 7-6(4), 7-6(10) halve finale: FRA Julien Benneteau / Richard Gasquet 6-4, 6-4 finale: FRA Michaël Llodra / Jo-Wilfried Tsonga 6-4, 7-6(2) |
| John Isner Andy Roddick        | dubbelspel (m)     | 1e ronde    | 1e ronde: BRA Marcelo Melo / Bruno Soares 2-6, 4-6 |
|                                |                    |             | |
| Varvara Lepchenko              | enkelspel (v)      | 2e ronde    | 1e ronde: PAR Verónica Cepede Royg 7-5, 6-7(6), 6-2 2e ronde: GER Julia Görges 3-6, 5-7 |
| Christina McHale               | enkelspel (v)      | 1e ronde    | 1e ronde: SRB Ana Ivanović 4-6, 5-7 |
| Serena Williams                | enkelspel (v)      | Goud        | 1e ronde: SRB Jelena Janković 6-3, 6-1 2e ronde: POL Urszula Radwańska 6-2, 6-3 3e ronde: RUS Vera Zvonarjova 6-1, 6-0 kwartfinale: DEN Caroline Wozniacki 6-0, 6-3 halve finale: BLR Viktoryja Azarenka 6-1, 6-2 finale: RUS Maria Sjarapova 6-0, 6-1                                                              |
| Venus Williams                 | enkelspel (v)      | 3e ronde    | 1e ronde: ITA Sara Errani 6-3, 6-1 2e ronde: CAN Aleksandra Wozniak 6-1, 6-3 3e ronde: GER Angelique Kerber 6-7(5), 6-7(5) |
| Liezel Huber Lisa Raymond      | dubbelspel (v)     | 4e          | 2e ronde: POL Agnieszka Radwańska / Urszula Radwańska 6-4, 7-6(3) kwartfinale: RUS Jekaterina Makarova / Jelena Vesnina 6-3, 6-3 halve finale: CZE Andrea Hlaváčková / Lucie Hradecká 1-6, 6-7(2) 3e plaats: RUS Maria Kirilenko / Nadja Petrova 1-6, 6-7(2)                                                        |
| Serena Williams Venus Williams | dubbelspel (v)     | Goud        | 1e ronde: ROU Sorana Cîrstea / Simona Halep 6-3, 6-2 2e ronde: GER Angelique Kerber / Sabine Lisicki 6-2, 7-5 kwartfinale: ITA Sara Errani / Roberta Vinci 6-1, 6-1 halve finale: RUS Maria Kirilenko / Nadja Petrova 7-5, 6-4 finale: CZE Andrea Hlaváčková / Lucie Hradecká 6-4, 6-4                              |
|                                |                    |             | |
| Lisa Raymond Mike Bryan        | gemengd dubbelspel | Brons       | 1e ronde: ITA Sara Errani / Andreas Seppi 7-5, 6-3 kwartfinale: ARG Gisela Dulko / Juan Martín del Potro 6-2, 7-5 halve finale: BLR Viktoryja Azarenka / Maks Mirni 6-3, 4-6, [7-10] om brons: GER Sabine Lisicki / Christopher Kas 6-3, 4-6, [10-4]                                                                |
| Liezel Huber Bob Bryan         | gemengd dubbelspel | 1e ronde    | 1e ronde: GER Sabine Lisicki / Christopher Kas 6-7(5), 7-6(5), [5-10] |

### Triatlon
| Olympiër       | Onderdeel | Resultaat | Prestatie |
| -------------- | --------- | --------- | --------- |
| Manuel Huerta  | mannen    |           |           |
| Hunter Kemper  | mannen    |           |           |
|                |           |           |           |
| Laura Bennett  | vrouwen   |           |           |
| Sarah Groff    | vrouwen   |           |           |
| Gwen Jorgensen | vrouwen   |           |           |

### Voetbal
| Olympiër | Onderdeel | Resultaat | Prestatie |
| --- | --------- | --------- | --- |
| Nicole Barnhart Shannon Boxx Rachel Buehler Lauren Cheney Tobin Heath Amy LePeilbet Sydney Leroux Carli Lloyd Heather Mitts Alex Morgan Kelley O'Hara Heather O’Reilly Christie Rampone Megan Rapinoe Amy Rodriguez Becky Sauerbrunn Hope Solo Abby Wambach | vrouwen   | Goud      | groepsfase Verenigde Staten 4-2 Frankrijk Verenigde Staten 3-0 Colombia Verenigde Staten 1-0 Noord-Korea kwartfinale: Verenigde Staten 2-0 Nieuw-Zeeland halve finale: Verenigde Staten 4-3 nv Canada finale: Verenigde Staten 2-1 Japan |

### Volleybal
Beach
| Olympiër                      | Onderdeel | Resultaat | Prestatie |
| ----------------------------- | --------- | --------- | --------- |
| Phil Dalhausser Todd Rogers   | mannen    |           |           |
| Jake Gibb Sean Rosenthal      | mannen    |           |           |
|                               |           |           |           |
| Jennifer Kessy April Ross     | vrouwen   | Zilver    |           |
| Misty May-Treanor Kerri Walsh | vrouwen   | Goud      |           |

Zaal
| Olympiër | Onderdeel | Resultaat | Prestatie |
| --- | --------- | --------- | --- |
| Matthew Anderson Russell Holmes Richard Lambourne David Lee Paul Lotman David McKienzie William Priddy Sean Rooney David Smith Clayton Stanley Donald Suxho Brian Thornton                    | mannen    |           | groepsfase Verenigde Staten 3-0 Servië Verenigde Staten - Duitsland Verenigde Staten - Brazilië Verenigde Staten - Rusland Verenigde Staten - Tunesië |
| |           |           | |
| Foluke Akinradewo Lindsey Berg Nicole Davis Tayyiba Haneef-Park Christa Harmotto Megan Hodge Destinee Hooker Jordan Larson Tamari Miyashiro Danielle Scott-Arruda Courtney Thompson Logan Tom | vrouwen   | Zilver    | groepsfase Verenigde Staten 3-1 Zuid-Korea Verenigde Staten - Brazilië Verenigde Staten - China Verenigde Staten - Servië Verenigde Staten - Turkije  |

### Waterpolo
| Olympiër | Onderdeel | Resultaat | Prestatie |
| --- | --------- | --------- | --- |
| Tony Azevedo Ryan Bailey Layne Beaubien Shea Buckner Peter Hudnut Peter Hutton Chay Lapin John Mann Merrill Moses Jeff Powers Jesse Smith Peter Varellas Adam Wright                                | mannen    |           | groepsfase Verenigde Staten 8-7 Montenegro Verenigde Staten - Roemenië Verenigde Staten - Groot-Brittannië Verenigde Staten - Servië Verenigde Staten - Hongarije |
| |           |           | |
| Elizabeth Armstrong Tumuaialii Anae Kami Craig Annika Dries Courtney Mathewson Heather Petri Kelly Rulon Melissa Seidemann Jessica Steffens Maggie Steffens Brenda Villa Lauren Wenger Elsie Windes | vrouwen   | Goud      | groepsfase Verenigde Staten - Hongarije Verenigde Staten - Spanje Verenigde Staten - China                                                                        |

### Wielersport
| Olympiër                                             | Onderdeel                | Resultaat | Prestatie |
| Baan                                                 | Baan                     | Baan      | Baan      |
| ---------------------------------------------------- | ------------------------ | --------- | --------- |
| Jimmy Watkins                                        | olympische sprint (m)    |           |           |
| Robert Lea                                           | omnium (m)               |           |           |
|                                                      |                          |           |           |
| Sarah Hammer                                         | omnium (v)               |           |           |
| Dotsie Bausch Sarah Hammer Jennie Reed Lauren Tamayo | ploegenachtervolging (v) | Zilver    |           |
| BMX                                                  |                          |           |           |
| Connor Fields                                        | mannen                   |           |           |
| David Herman                                         | mannen                   |           |           |
| Nic Long                                             | mannen                   |           |           |
| Arielle Martin                                       | vrouwen                  |           |           |
| Alise Post                                           | vrouwen                  |           |           |
| Mountainbike                                         |                          |           |           |
| Samuel Schultz                                       | mannen                   |           |           |
| Todd Wells                                           | mannen                   |           |           |
| Lea Davison                                          | vrouwen                  |           |           |
| Georgia Gould                                        | vrouwen                  |           |           |
| Weg                                                  |                          |           |           |
| Taylor Phinney                                       | tijdrit (m)              |           |           |
| Taylor Phinney                                       | wegwedstrijd (m)         | 4e        | 5:46.05   |
| Timothy Duggan                                       | wegwedstrijd (m)         | 88e       | 5:46.37   |
| Tyler Farrar                                         | wegwedstrijd (m)         | 33e       | 5:46.37   |
| Tejay van Garderen                                   | wegwedstrijd (m)         | 104e      | 5:47.31   |
| Christopher Horner                                   | wegwedstrijd (m)         | 93e       | 5:46.46   |
|                                                      |                          |           |           |
| Kristin Armstrong                                    | tijdrit (v)              | Goud      | 44.26,42  |
| Kristin Armstrong                                    | wegwedstrijd (v)         | 35e       | 3:36.16   |
| Amber Neben                                          | tijdrit (v)              |           |           |
| Amber Neben                                          | wegwedstrijd (v)         | 36e       | 3:36.20   |
| Shelley Olds                                         | wegwedstrijd (v)         | 7e        | 3:35.56   |
| Evelyn Stevens                                       | wegwedstrijd (v)         | 24e       | 3:35.56   |

### Worstelen
| Olympiër         | Onderdeel      | Resultaat      | Prestatie      |
| Grieks-Romeins   | Grieks-Romeins | Grieks-Romeins | Grieks-Romeins |
| ---------------- | -------------- | -------------- | -------------- |
| Spenser Mango    | -55 kg (m)     |                |                |
| Ellis Coleman    | -60 kg (m)     |                |                |
| Justin Lester    | -66 kg (m)     |                |                |
| Ben Provisor     | -74 kg (m)     |                |                |
| Chas Betts       | -84 kg (m)     |                |                |
| Dremiel Byers    | -120 kg (m)    |                |                |
| Vrije stijl      |                |                |                |
| Sam Hazewinkel   | -55 kg (m)     |                |                |
| Coleman Scott    | -60 kg (m)     |                |                |
| Jarred Frayer    | -66 kg (m)     |                |                |
| Jordan Burroughs | -74 kg (m)     | Goud           |                |
| Jake Herbert     | -84 kg (m)     |                |                |
| Jake Varner      | -96 kg (m)     |                |                |
| Tervel Dlagnev   | -120 kg (m)    |                |                |
|                  |                |                |                |
| Clarissa Chun    | -48 kg (v)     | Brons          |                |
| Kelsey Campbell  | -55 kg (v)     |                |                |
| Elena Pirozhkova | -63 kg (v)     |                |                |
| Stephany Lee     | -72 kg (v)     |                |                |

### Zeilen
| Olympiër                                       | Onderdeel        | Resultaat | Prestatie |
| ---------------------------------------------- | ---------------- | --------- | --------- |
| Bob Willis                                     | rs:x (m)         |           |           |
| Rob Crane                                      | laser (m)        |           |           |
| Zach Railey                                    | finn (m)         |           |           |
| Graham Biehl Stuart McNay                      | 470 (m)          |           |           |
| Trevor Moore Erik Storck                       | 49er (m)         |           |           |
| Brian Faith Mark Mendelblatt                   | star (m)         |           |           |
|                                                |                  |           |           |
| Farrah Hall                                    | rs:x (v)         |           |           |
| Paige Railey                                   | laser radial (v) |           |           |
| Amanda Clark Sarah Lihan                       | 470 (v)          |           |           |
| Debby Capozzi Anna Tunnicliffe Molly Vandemoer | elliot 6m (v)    |           |           |

### Zwemmen
Mannen
| Olympiër | Onderdeel            | Resultaat | Prestatie                                                          |
| --- | -------------------- | --------- | ------------------------------------------------------------------ |
| Anthony Ervin | 50 m vrije slag      | 5e        | 21,78                                                              |
| Cullen Jones | 50 m vrije slag      |           | ?                                                                  |
| Cullen Jones | 100 m vrije slag     |           | ?                                                                  |
| Nathan Adrian | 100 m vrije slag     | Goud      | kwalificaties: 1e in 48,19 halve finale: 2e in 47,97 finale: 47,52 |
| Michael Phelps | 200 m vrije slag     |           |                                                                    |
| Michael Phelps | 100 m vlinderslag    | Goud      | 51,21                                                              |
| Michael Phelps | 200 m vlinderslag    | Zilver    | 1.53,01                                                            |
| Michael Phelps | 200 m wisselslag     | Goud      | 1.54,27                                                            |
| Michael Phelps | 400 m wisselslag     | 4e        | 4.09,28                                                            |
| Ryan Lochte | 200 m vrije slag     | 4e        | 1.45,04                                                            |
| Ryan Lochte | 200 m rugslag        | Brons     | 1.53,94                                                            |
| Ryan Lochte | 200 m wisselslag     | Zilver    | 1.54,90                                                            |
| Ryan Lochte | 400 m wisselslag     | Goud      | 4.05,18                                                            |
| Conor Dwyer | 400 m vrije slag     | 5e        | 3.45,39                                                            |
| Peter Vanderkaay | 400 m vrije slag     | Brons     | 3.44,69                                                            |
| Andrew Gemmell | 1500 m vrije slag    |           |                                                                    |
| Connor Jaeger | 1500 m vrije slag    | 6e        | 14.52,99                                                           |
| Matt Grevers | 100 m rugslag        | Goud      | 52,16                                                              |
| Nick Thoman | 100 m rugslag        | Zilver    | 52,92                                                              |
| Tyler Clary | 200 m rugslag        | Goud      | 1.53,41                                                            |
| Tyler Clary | 200 m vlinderslag    | 5e        | 1.55,06                                                            |
| Brendan Hansen | 100 m schoolslag     | Brons     | 59,49                                                              |
| Eric Shanteau | 100 m schoolslag     |           |                                                                    |
| Clark Burckle | 200 m schoolslag     | 6e        | 2.09,25                                                            |
| Scott Weltz | 200 m schoolslag     | 5e        | 2.09,02                                                            |
| Tyler McGill | 100 m vlinderslag    | 7e        | 51,88                                                              |
| Nathan Adrian Ricky Berens (serie) Jimmy Feigen (serie) Matt Grevers (serie) Cullen Jones Jason Lezak (serie) Michael Phelps Ryan Lochte     | 4 x 100 m vrije slag | Zilver    | kwalificaties: 2e in 3.12,59 finale: 3.10,38                       |
| Ricky Berens Conor Dwyer Charlie Houchin (serie) Ryan Lochte Matt McLean (serie) Michael Phelps Davis Tarwater (serie)                       | 4 x 200 m vrije slag | Goud      | 6.59,70                                                            |
| Nathan Adrian Matt Grevers Brendan Hansen Cullen Jones (serie) Tyler McGill (serie) Michael Phelps Eric Shanteau (serie) Nick Thoman (serie) | 4 x 100 m wisselslag | Goud      | 3.39,35                                                            |
| Open water |                      |           |                                                                    |
| Alex Meyer | 10 km                |           |                                                                    |

Vrouwen
| Olympiër                                                                                           | Onderdeel            | Resultaat | Prestatie                                                                |
| -------------------------------------------------------------------------------------------------- | -------------------- | --------- | ------------------------------------------------------------------------ |
| Kara Lynn Joyce                                                                                    | 50 m vrije slag      |           |                                                                          |
| Jessica Hardy                                                                                      | 50 m vrije slag      |           |                                                                          |
| 100 m vrije slag                                                                                   |                      |           |                                                                          |
| Missy Franklin                                                                                     | 100 m vrije slag     |           |                                                                          |
| Missy Franklin                                                                                     | 200 m vrije slag     | 4e        | 1.55,82                                                                  |
| Missy Franklin                                                                                     | 100 m rugslag        |           |                                                                          |
| Missy Franklin                                                                                     | 200 m rugslag        | Goud      | 2.04,06                                                                  |
| Allison Schmitt                                                                                    | 200 m vrije slag     | Goud      | 1.53,6                                                                   |
| Allison Schmitt                                                                                    | 400 m vrije slag     |           |                                                                          |
| Chloe Sutton                                                                                       |                      |           |                                                                          |
| Katie Ledecky                                                                                      | 800 m vrije slag     | Goud      | 8.14,63                                                                  |
| Kate Ziegler                                                                                       | 800 m vrije slag     |           |                                                                          |
| Rachel Bootsma                                                                                     | 100 m rugslag        |           |                                                                          |
| Elizabeth Beisel                                                                                   | 200 m rugslag        | Brons     | 2.06,55                                                                  |
| Elizabeth Beisel                                                                                   | 400 m wisselslag     |           |                                                                          |
| Breeja Larson                                                                                      | 100 m schoolslag     | 6e        | 1.06,96                                                                  |
| Rebecca Soni                                                                                       | 100 m schoolslag     | Zilver    | 1.05,55                                                                  |
| Rebecca Soni                                                                                       | 200 m schoolslag     | Goud      | 2.19,59                                                                  |
| Micah Lawrence                                                                                     | 200 m schoolslag     |           |                                                                          |
| Claire Donahue                                                                                     | 100 m vlinderslag    |           |                                                                          |
| Dana Vollmer                                                                                       | 100 m vlinderslag    |           |                                                                          |
| Cammile Adams                                                                                      | 200 m vlinderslag    | 5e        | kwalificaties: 8e in 2.08,18 halve finale: 7e in 2.07,33 finale: 2.06,78 |
| Kathleen Hersey                                                                                    | 200 m vlinderslag    |           |                                                                          |
| Ariana Kukors                                                                                      | 200 m wisselslag     | 5e        | 2.09,83                                                                  |
| Caitlin Leverenz                                                                                   | 200 m wisselslag     | Brons     | 2.08,95                                                                  |
| Caitlin Leverenz                                                                                   | 400 m wisselslag     |           |                                                                          |
| Natalie Coughlin (serie) Missy Franklin Jessica Hardy Lia Neal Allison Schmitt Amanda Weir (serie) | 4 x 100 m vrije slag | Brons     |                                                                          |
| Alyssa Anderson Missy Franklin Lauren Perdue Allison Schmitt Dana Vollmer Shannon Vreeland         | 4 x 200 m vrije slag |           |                                                                          |
| n.n.b.                                                                                             | 4 x 100 m wisselslag |           |                                                                          |
| Open water                                                                                         |                      |           |                                                                          |
| Haley Anderson                                                                                     | 10 km                | Zilver    | 1:57.38,6                                                                |